# Küküllővári castrum
A küküllővári castrum műemlék Romániában, Fehér megyében. A romániai műemlékek jegyzékében az AB-I-s-B-00023 sorszámon szerepel.